# Монтегаббьоне
Монтегаббьоне, Монтеґаббьоне (італ. Montegabbione) — муніципалітет в Італії, у регіоні Умбрія,  провінція Терні.
Монтегаббьоне розташоване на відстані близько 120 км на північ від Рима, 33 км на південний захід від Перуджі, 65 км на північний захід від Терні.
Населення — 1231 особа (2014).
Щорічний фестиваль відбувається 19 березня. Покровитель — San Giuseppe.

## Демографія
Населення за роками:

Станом на 1 січня 2023 року в муніципалітеті офіційно проживало 197 іноземців з 23 країн, серед них 105 громадян країн Євросоюзу та 8 громадян України.

## Сусідні муніципалітети
- Фабро
- Фікулле
- Монтелеоне-д'Орв'єто
- Паррано
- П'єгаро
- Сан-Венанцо